# Circondario di Rügen
Il circondario di Rügen (in tedesco: Landkreis Rügen) era un circondario del Land tedesco del Meclemburgo-Pomerania Anteriore. Esistette dal 1956 al 2011.

## Storia
Il circondario fu creato nel 1956.
Il 4 settembre 2011 fu fuso con la città extracircondariale di Stralsund e il circondario della Pomerania Anteriore Settentrionale, formando il nuovo circondario della Pomerania Anteriore-Rügen.

## Geografia antropica
Al momento dello scioglimento, il circondario di Rügen si componeva di tre comuni extracomunitari (Amtsfreie Gemeinden) e quattro comunità (Ämter), che raggruppavano complessivamente 4 città e 38 comuni.

### Comuni extracomunitari (Amtsfreie Gemeinden)
- Binz (5 430)
- Putbus, città (4 768)
- Sassnitz, città (10 747)

### Comunità (Ämter)
Sede del capoluogo *
| - 1. Bergen auf Rügen 1. Bergen auf Rügen, città * (14 430) 2. Buschvitz (235) 2014 in Bergen auf Rugen 3. Garz/Rügen, città (2 567) 4. Gustow (654) 2014 in Garz/Rugen 5. Lietzow (300) 2014 in Bergen auf Rugen 6. Parchtitz (823) 2014 in Bergen auf Rugen 7. Patzig (522) 2014 in Bergen auf Rugen 8. Poseritz (1 154) 2014 in Garz/Rugen 9. Ralswiek (304) 2014 in Bergen auf Rugen 10. Rappin (353) 2014 in Bergen auf Rugen 11. Sehlen (961) 2014 in Bergen auf Rugen | - 2. Mönchgut-Granitz 1. Baabe * (895) 2014 in Binz 2. Gager (411) 2014 in Binz 3. Göhren (1 278) 2014 in Binz 4. Lancken-Granitz (403) 2014 in Binz 5. Middelhagen (605) 2014 in Binz 6. Sellin (2 410) 2014 in Binz 7. Thiessow (453) 2014 in Binz 8. Zirkow (710) 2014 in Bergen auf Rugen - 3. Nord-Rügen 1. Altenkirchen (1 065) 2014 in Sassnitz 2. Breege (793) 2014 in Sassnitz 3. Dranske (1 321) 2014 in Sassnitz 4. Glowe (1 040) 2014 in Sassnitz 5. Lohme (566) 2014 in Sassnitz 6. Putgarten (289) 2014 in Sassnitz 7. Sagard * (2 749) 2014 in Sassnitz 8. Wiek (1 231) 2014 in Sassnitz | - 4. West-Rügen 1. Altefähr (1 261) 2014 in Samtens 2. Dreschvitz (821) 2014 in Samtens 3. Gingst (1 432) 4. Insel Hiddensee (1 077) 5. Kluis (440) 2014 in Gingst 6. Neuenkirchen (391) 2014 in Gingst 7. Rambin (1 042) 2014 in Samtens 8. Samtens * (2 087) 9. Schaprode (530) 2014 in Gingst 10. Trent (820) 2014 in Gingst 11. Ummanz (675) 2014 in Gingst |

## Amministrazione

### Gemellaggi
- Oldenburg, dal 1990